# Brandsø
Brandsø er en 2 km² stor ubeboet ø, beliggende i Lillebælt 15 km nordvest for Assens. Den hører fra 2007 til Middelfart Kommune og er en del af Bågø Sogn i Assens Provsti (Fyens Stift). Den hører til Wedellsborg gods, som siden 1982 har været ejet af Bendt Hannibal Tido lensgreve Wedell.
Brandsø består af lave morænebakker med klinter. Midt på øen ligger en mose med op til fire meter tykke lag af spagnumtørv og mod øst et parti med ældre løvskov. Resten af øen har været intensivt drevet med juletræsproduktion, som er afviklet. Krattene er ryddede og rundt om alle huse og gårde er der nu græsarealer. På øen er der kronvildt, dyr som oprindeligt kommer fra Jægersborg Dyrehave; der findes også flokke af fritgående muflon får, rådyr, harer og et rigt fugleliv med bl.a. rovfugle.

## Historie
På Brandsø har arkæologer fundet store mængder af bearbejdet flint og redskaber f.eks. en pilespids fra ældre stenalder. Udover flintmaterialet er der også fundet faunalevn fra samme tid.
På øen har oldtidens befolkning udfoldet aktiviteter som stadigvæk er synlige.
Det største monument er langdyssen fra Bronze- eller Bondestenalderen der går under navnet ”Svenskehøj” beliggende 8,4 meter over havets overflade, den er en 20 meter lang dysse med to kamre.
Der findes også en kæmpehøj fra samme tid, det er en runddysse på 14 meter i tværmål og med en overliggersten på cirka 3 meter.
Svenskehøj har sit navn efter Karl X Gustav på sin vej over Lillebælt, fra Hejlsminde til Fyn, passerede forbi i 1658.
I Valdemar Sejrs jordebog 1231 kaldes øen Øbranzø. Navneforskere mener at det kommer af mandsnavn, Øbrand, som formodentlig relaterer det gammelnordiske mandsnavn Ebrands.
Om øen har været beboet i ældre tid vides ikke, da Wedellsborg-grevens foged besøgte øen i 1557 var den ubeboet.
Omkring 1600 oplyser Fyns biskop Jacob Madsen Vejle, at der er en enkelt gård (Brandsøgaard) på øen. I 1787 er der fortsat kun denne ene gård, hvor der bor 15 personer: et ungt fæstepar med to børn, seks karle og fire piger samt en gammel kone. 1834 er der 39 beboere, idet der nu er kommet en skovfoged og en husmand til. 1880 har øen 59 beboere. I 1912 findes to gårde, to husmandssteder, to lejehuse og en lille skole med en lærerinde og seks børn. I 1930 er der stadig mange folk på øen nemlig 57 personer. Der var tidligere en sejlrute med postbåd mellem Hejlsminde og Assens via Brandsø og Bågø med to daglige afgange, men den sidste færge Turisten blev minesprængt i 1946.
I 1950 var der 34 indbyggere på øen, men efter 1970 blev den helt affolket og er i dag ubeboet.
I årene 1709-1711 hvor koleraen florerede i Europa, var Brandsø karantænestation for rejsende, som måtte opholde sig på øen i 20 døgn, inden rejsen kunne fortsætte. Sammen med Kyholm i Kattegat skulle Brandsø dække Jylland.
Brandsø blev i 1974 udpeget som én af i alt 15 mulige lokaliteter for et kernekraftværk.
Fyns Amt har 2004 indgået en aftale med Wefri A/S om at genskabe og bevare Brandsø som et naturområde for altid. Offentligheden har fortsat adgang til øen efter naturbeskyttelseslovens bestemmelser.

## Kunstnere på Brandsø
Dankvart Dreyer (1816-1852) har i 1840'erne skabt flere større værker fra øen, bl.a. af langdyssen og kæmpehøjen, som ligger på øen.
Sigfred Pedersen (1903-1967) var en nær ven og ungdoms studiekammerat fra cand. polit.-studiet på Københavns Universitet, af Wedellsborgs besidder, Tido Wedell og fik derfor stillet Sigfreds Hus på Brandsø til rådighed som feriebolig i nogle år.

## TV-program om Brandsø
- Brandsø De Danskes Øer - TV 2/Fyn+
- Blandt krondyr og mufloner på Brandsø - TV Syd Seerne Viser Arkiveret 21. januar 2022 hos  Wayback Machine
- Små ø'er - store historier fjenden på isen og pest eller kolera